# WTS Wrocław
Le WTS Wrocław (Wrocławskie Towarzystwo Sportowe) est un club de speedway situé à Wrocław dans la Voïvodie de Basse-Silésie, en Pologne. Il évolue en Speedway Ekstraliga.

## Histoire